# Йейт
Йейт (англ. Yate) — город в графстве Южный Глостершир, Англия.

## Местоположение
Город расположен в графстве Глостершир, на юго-западе Великобритании. Находится к северо-востоку от Бристоля. Помимо рыночного города Чиппинг-Содбери (Chipping Sodbury) на востоке, Йейт окружен сельской местностью, и расположен к юго-западу от Котсуолдса.

## История
Впервые Йейт упоминается в контексте существования религиозного дома, примерно в 770 году до н.э, также упоминается в «Книге страшного суда» 1086 года
В англосаксонский период и в раннем средневековье большая часть южного Глостершира была покрыта лесом. На протяжении века земля была очищена для ведения сельскохозяйственных работ.
Дата постройки Церкви Святой Марии (St. Marie), датируется нормандским периодом. Она была перестроена в XV веке и значительно отреставрирована в 1970 году.
Начальная школа Святой Марии, находящаяся за стенами местного кладбища, была построена на месте бывшей богадельни.
В 1944 году состоялось открытие железнодорожного вокзала, который стал частью Бристольско-Глостерской железной дороги. Вокруг дороги, расположились овощные и скотоводческие рынки, а также создано много новых предприятий.
Станция была закрыта в январе 1965 года из-за планов по сокращению железных дорог. В мае 1989 года станция была вновь открыта.
В 1960-х город стал быстро развиваться, и начался строительный подъем. Создание нового города, означало в себе большую торговую зону, развитие спорта в Йейте и зоны отдыха вместе с другими нужными общественными постройками.
В конце 1970-х годов, была построена новая средняя школа, планировалось что она будет назваться Бриншемской зеленой школой, в честь Бриншем-лейн в соседнем городке Йейт-Рокс, но из-за орфографической ошибке, школа была на самом деле названа Brimsham Green School.

## Железнодорожная станция
Во время Второй мировой войны, для армии США был построен перевалочный пункт, в рамках операции «Болеро», который должен был помочь собрать войска и склады ко дню высадки в Нормандию (день «Д»). До 2008 года сохранились два больших складских помещения.
В конце Второй мировой войны, место было передано Королевскому флоту Великобритании, и использовалось как депо для морского транспорта.

## Футбол
ФК «Йейт Таун» выступает в высшем дивизионе Южной лиге, имея также женскую команду — Yate Town Girls / Ladies FC, которая выступает в местных женских футбольных лигах.
В Йейте также базируется ФС «Йейт Юнайтед Юниор», крупнейшая молодежная команда в городе, основанная в 1971 году.

## Города-побратимы
- Бад-Зальцдетфурт [6]
- Геньери

## Название
Происходит от древнеанглийского слова giete или gete (ворота в лесной массив).